# Orsmaal-Gussenhoven

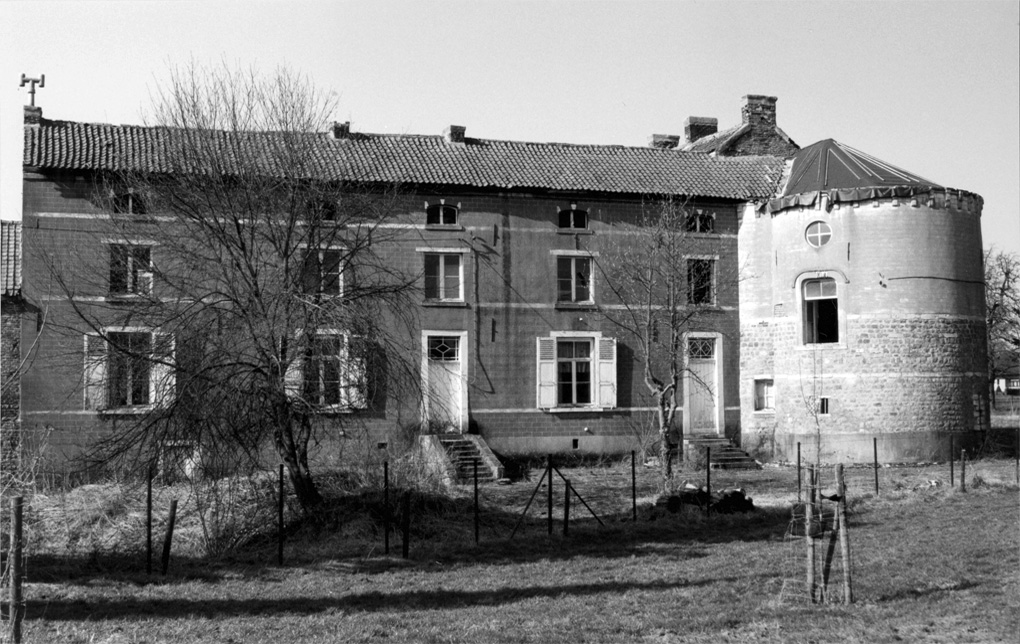
Uit Toponymie van Orsmaal-Gussenhoven & Melkwezer

Orsmaal-Gussenhoven is een dorp in de Belgische provincie Vlaams-Brabant en een deelgemeente van Linter. De deelgemeente bestaat uit de vergroeide kernen Orsmaal en Gussenhoven. Orsmaal-Gussenhoven was een zelfstandige gemeente tot aan de gemeentelijke herindeling van 1971.

## Geschiedenis
Op de Ferrariskaart uit de jaren 1770 zijn de plaatsen weergegeven als de bij elkaar liggende dorpjes Gutsenhoven en Orsmael. Op het eind van het ancien régime werden Orsmaal en Gussenhoven beide een gemeente. De twee gemeente werden in 1826 opgeheven en verenigd in de gemeente Orsmaal-Gussenhoven.
Bij een gemeentelijke fusie van 1971 werden Orsmaal-Gussenhoven, Overhespen, Neerhespen en Melkwezer verenigd in een fusiegemeente die de korte naam Orsmaal kreeg. Deze gemeente verdween in 1977 weer en werd bij Linter aangehecht.

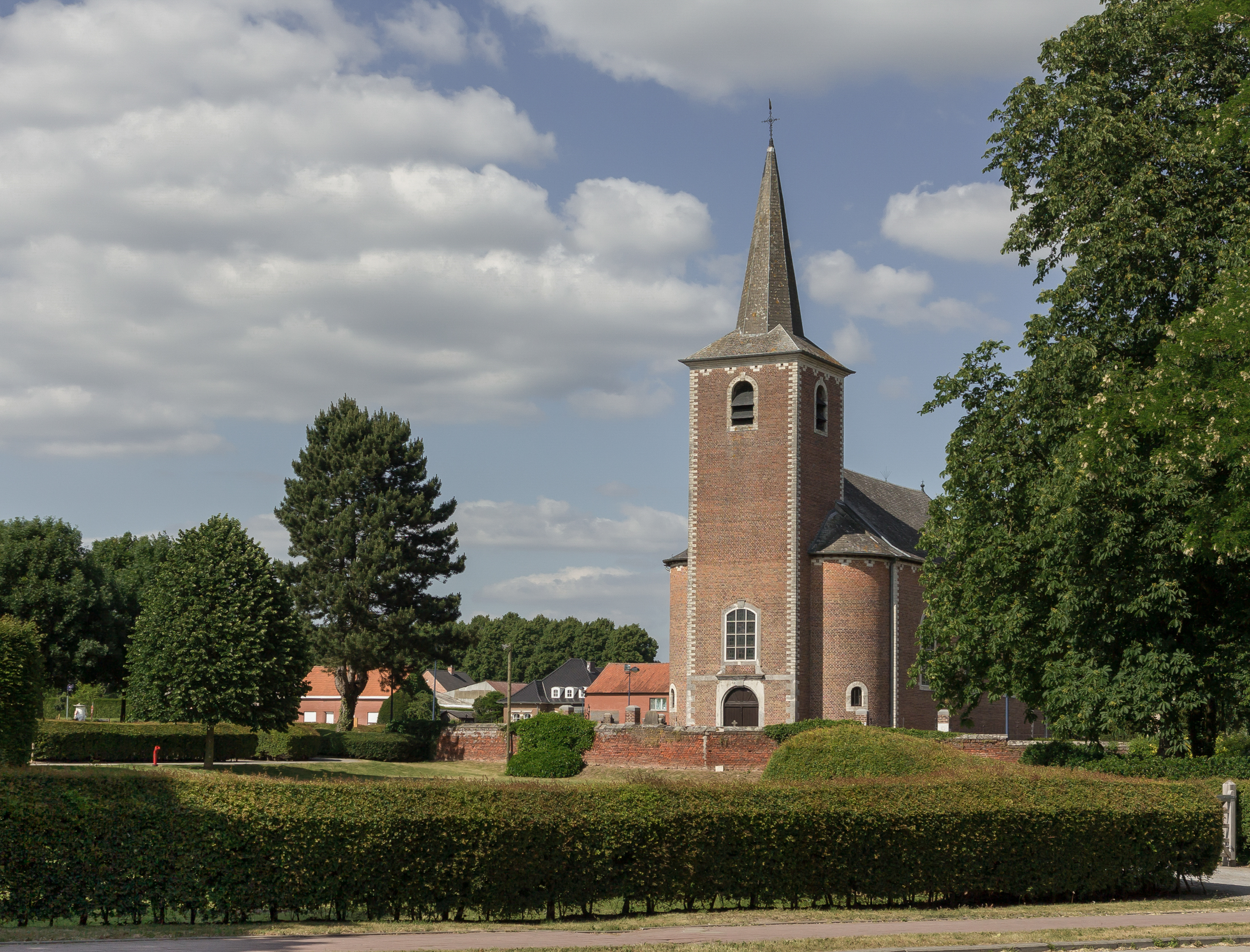
Sint Petrus-Pieterkerk in straatzicht

## Toponymie

### Orsmaal
Oudste vormen van Orsmaal: 1139 Orsmale/Rosmale, 1143 Rosmale, 1259 Ursemale, 1271 Orsemale, enz.
Het eerste lid ros, later door metathesis ors, uit Germaans hrussa, betekent paard. Maal, met oorspronkelijke korte a, verwant met Iers mala, betekent helling. Orsmaal betekent dus helling geschikt voor paarden. Het dorp ligt inderdaad op de helling tussen de waterscheidingslijn nabij Melkwezer en de Kleine Gete.

### Gussenhoven
De oudste vormen van Gussenhoven en Goetsenhoven lijken sterk op elkaar. Vergelijk in 1139: Gochenhouen (lees -hoven) en Gochonhouen, dit is het latere Gussenhoven, naast Gochen[h]ouen en Gochenhouen, dit is Goetsenhoven. Andere oude vormen: 1262 Goetschenhouen, 1337 inter hespine et ghoesnouen, enz.
Namen op -hoven behoren tot een wat jongere laag nederzettingsnamen, ontstaan tussen 600 en 700 na Christus. Het type bestaat uit een persoonsnaam in de (Romaanse) genitief enkelvoud + accusatief curtem, met de betekenis "hof, boerderij" van de genoemde persoon. In navolging hiervan ontstond het type: persoonsnaam in de Germaanse genitief enkelvoud + hofum, datief meervoud van hofa, "hovingen" of "boerderij" van de genoemde. Gussenhoven is zo te reconstrueren uit Godtson hofum, dit is boerderij van Godtso.

## Demografische ontwikkeling
- Bronnen:NIS, Opm:1831 tot en met 1970=volkstellingen

Deelgemeenten: Drieslinter · Melkwezer · Neerhespen · Neerlinter · Orsmaal-Gussenhoven · Overhespen · Wommersom

Belgische gemeenten · Arrondissement Leuven · Vlaams-Brabant · Vlaanderen